# 蒼-iconoclast/PIGEON-the green-ey'd monster
「蒼-iconoclast/PIGEON -the green-ey'd monster」（あお イコノクラスト/ピジョン グリーンアイドモンスター）は、日本の歌手・KOTOKOがkotoko名義でリリースする1枚目、通算13作目のシングルである。

## 概要
シングル作品として、前作「U make 愛 dream」から約6ヶ月ぶりのリリースとなる。両A面シングルとしては、2004年発売のデビューシングルの『覚えてていいよ/DuDiDuWa*lalala』以来約5年ぶりのリリース。
本作を発売当時メジャーデビュー5周年を迎えたのを機に、I've外での活動をスタートし、その際の芸名を小文字のkotokoにして第1弾シングルである。KOTOKO名義でのシングル「snIpe」と同時発売である。当時にKOTOKOがまだI'veより独立することが未決定で、当初のアイディアはI'veでの活動もこれまで通り並行して行われ、その際の芸名は引き続き大文字のKOTOKOに使い続くことが決まったが、本作を発売後二度とkotoko名義を使われず、I'veより独立しても、I'veに無関係作品ではKOTOKOの芸名を使い続けた。結局、このシングルは小文字の芸名でリリースされる最初で最後の作品となった。
またI'veではDVD付き初回限定盤とCDのみの通常盤の2種類リリースされていたが、今作はDVD付き初回限定盤は無く、CDのみのリリースである。両A面シングルで「蒼-iconoclast」は今作と時を同じくして発売するXbox 360/PS3用2D対戦型格闘ゲーム『BLAZBLUE』の主題歌である。

## 収録曲
全曲 作詞：KOTOKO、編曲：宮崎歩
1. 蒼-iconoclast
  - 作曲：佐々倉有吾
  - Xbox 360/プレイステーション3用ゲーム「BLAZBLUE CALAMITY TRIGGER」主題歌
  - 「アニメTV」エンディングテーマ
2. PIGEON-the green-ey'd monster
  - 作曲：宮崎歩
3. 蒼-iconoclast（Instrumental）
4. PIGEON-the green-ey'd monster（Instrumental）